# Držovice - rodinný dům
Držovice - rodinný dům este o arie protejată (arie specială de conservare — SAC, sit de importanță comunitară — SCI) din Republica Cehă întinsă pe o suprafață de 0,04 ha, integral pe uscat.

## Localizare
Centrul sitului Držovice - rodinný dům este situat la coordonatele 50°36′48″N 14°19′36″E / 50.613333°N 14.326667°E.

## Înființare
Situl Držovice - rodinný dům a fost declarat sit de importanță comunitară în aprilie 2005 pentru a proteja 1 specie de animale. Situl a fost protejat și ca arie specială de conservare în iulie 2012.

## Biodiversitate
Situată în ecoregiunea continentală, aria protejată nu include niciun habitat protejat.
La baza desemnării sitului se află o specie protejată de  mamifere: liliac comun (Myotis myotis).